# Crkva sv. Lovre na Ostrogu
Crkva sv. Lovre na Ostrogu, područje Kaštel Lukšića i Grada Kaštela, zaštićeno kulturno dobro.

## Opis dobra
Crkva sv. Lovre na Ostrogu smještena je na padinama Kozjaka sjeverno od Kaštel Lukšića na mjestu Ostroga - srednjovjekovnog naselja hrvatskih plemenitaša Didića. Crkva je jednobrodna građevina longitudinalnog tlocrta s polukružnom apsidom na začelju. Orijentirana je u smjeru istok-zapad, građena je grubo obrađenim kamenom složenim u pravilne redove. Na pročelju je ulaz pravokutnog kamenog okvira s po jednim pravokutnim prozorom sa svake strane i zvonikom na preslicu na vrhu zabata. Crkva ima dvoslivni krov drvene konstrukcije pokriven kupom kanalicom. Ne zna se točno vrijeme izgradnje, ali se na temelju isprave iz 1327. u kojoj se spominje toponim Lovrine pretpostavlja da je srednjovjekovna.

## Zaštita
Pod oznakom Z-3573 zavedena je kao nepokretno kulturno dobro - pojedinačno, pravna statusa zaštićena kulturnog dobra, klasificirano kao "sakralna graditeljska baština".